# Wilbrand d'Oldenburg
Wilbrand d'Oldenburg (mort le 26 juillet 1233) (en néerl. Wilbrand van Oldenburg) fut évêque d'Utrecht de 1227 à 1233.

## Famille
Son père était le comte Henri II d'Oldenburg-Wildeshausen, sa mère Beatrix d'Hallermund, fille de Wilbrand I de Loccum-Hallermund. Son oncle Gerhard van Oldenburg était évêque d'Osnabrück de 1192 à 1216 puis archevêque de Brême de 1216 à 1219. Il était également apparenté aux comtes de Hollande et de Gueldre.
Les frères aînés de Wilbrand, Burchard et Hendrik III van Oldenburg sont morts dans la croisade contre les Stedingers (en). Son frère Engelmar était prévôt à Münster.

## Biographie
En 1211-1212, Wilbrand d'Oldenburg, en tant que religieux à Hildesheim, entreprit un voyage en Terre Sainte sur les ordres de l'empereur Otton IV pour préparer à la Cinquième croisade. Il en a rendu compte dans ses écrits Itinerarium terrae sanctae. Il était accompagné, entre autres, du grand maître de l'Ordre Teutonique, Herman de Salza.
Wilbrand est alors devenu prévôt canonique d'abord à Hildesheim, puis à Utrecht et finalement prévôt du chapitre de Saint-Nicolas à Magdebourg. Dans les années suivantes, cependant, il est principalement émissaire de l'empereur Frédéric II en Italie.
En 1225, Wilbrand a été ordonné évêque de Paderborn, où il a lutté avec succès contre la noblesse rebelle. En 1226, il fut également temporairement chargé de l'administration des diocèses de Münster et d'Osnabrück, après que les évêques y furent déposés pour leur complicité dans le meurtre de l'archevêque Engelbert de Cologne.
En 1227, Wilbrand a été transféré à Utrecht par le pape Grégoire IX en raison de son expérience militaire, succédant à l'évêque Otto de Lippe, tué lors de la bataille de Ane. Sa mission était clairement de remettre de l'ordre dans la région de l'Oversticht (nl) rebelle.
Après une tentative infructueuse de contrôler Coevorden avec le soutien des Frisons dans la guerre frisonne-drentoise (nl), Wilbrand a vaincu les drentois près de Peize. En conséquence, le chef du camp de Drenthe, Rudolf II van Coevorden, est invité par Wilbrand pour négocier au château de Hardenberg. Mais une fois arrivé sur place, Rudolf est capturé et exécuté par le supplice de la roue. Son corps est ensuite exposé au public sur un pic à broche. Pour consolider cette victoire et renforcer son pouvoir sur les drenthois, Wilbrand fait lui-même construire un château au niveau de la ville de Nijenstede (nl) (petite ville à l'est de l'actuel centre-ville de Hardenberg, près du Kerkhof Nijenstede, et une paroisse au nord-est de l'Overijssel).
En 1230, l'évêque accorde des privilèges urbains à la ville de Zwolle en remerciement pour son soutien à la construction du château de Hardenberg. 
Wilbrand est inhumé dans l'abbaye Saint-Servais d'Utrecht.

## Sources
- (nl) Cet article est partiellement ou en totalité issu de l’article de Wikipédia en néerlandais intitulé « Wilbrand van Oldenburg » (voir la liste des auteurs).
- Delpech Marc et Voisin Jean-Claude, « La mission en Cilicie de Wilbrand von Oldenburg en 1212-1211, journal de route traduit, commenté et annoté », Mélanges de l’Université Saint-Joseph, Beyrouth, 2004, vol. LVI,  pp. 291-346 (lire le sommaire en ligne).